# 鎧神社 (新宿区)

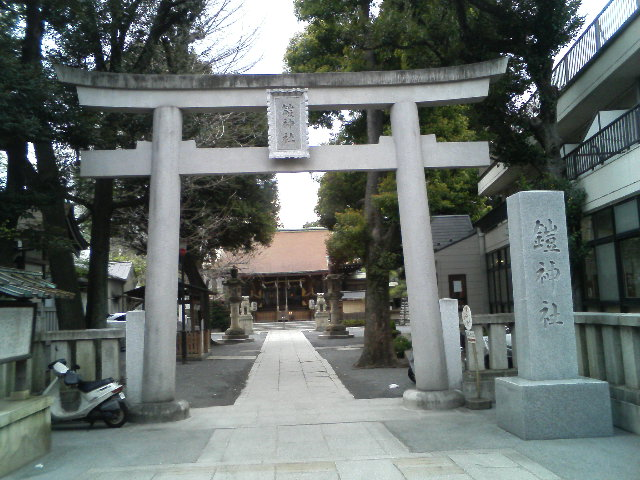
鳥居

鎧神社（よろいじんじゃ）は、東京都新宿区北新宿3丁目にある神社。旧称「鎧大明神」。

## 歴史
- 醍醐帝の治世（898年-929年） - 円照寺が創建され、寺の鬼門鎮護の神祀として鎧大明神創建されたと思われる
- 天暦（947年-）の初め - 平将門公の鎧を埋めたという伝承がある[1]
- 明治中頃 - 天神社を摂社として境内に移設

## 祭神
- 日本武命（やまとたけるのみこと）
- 大己貴命（おおなむちのみこと）
- 少彦名命（すくなひこなのみこと）
- 平将門公（たいらのまさかどこう）

## 由緒
- 日本武命東征の時、甲冑六具の内をこの地に蔵めたと伝えられる。

## 境内社

### 摂社
- 天神社
  - 祭神:菅原道真公
  - 祭日:11月25日

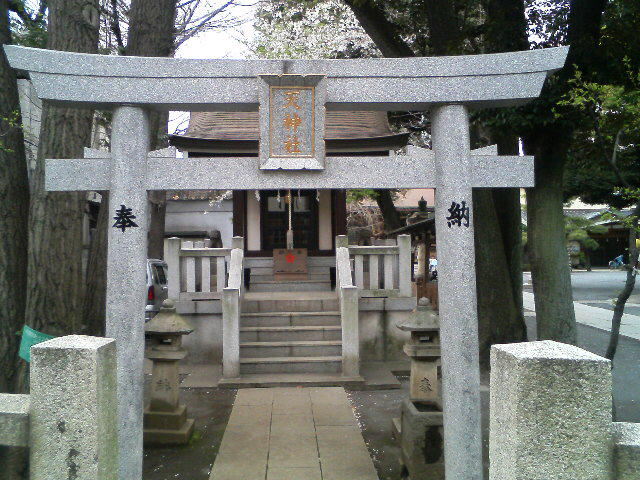
鎧神社摂社

  - 由緒:元々北柏木公園（北新宿四丁目）の地に鎮座しており、成子天神社の元の社でもあるので元天神とも称す。

### 末社

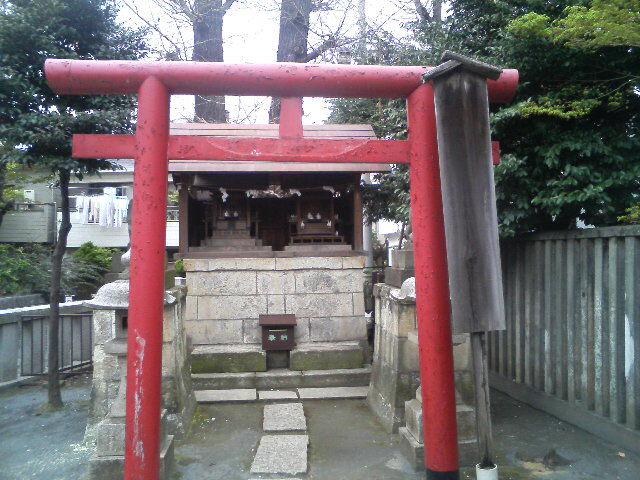
鎧神社末社

- 稲荷神社
  - 祭神:宇迦御魂命
  - 祭日:2月2の午の日
- 三峯神社
  - 祭神:伊弊諾命、伊芽冊命
  - 祭日:2月2の午の日
- 子の権現
  - 祭神:大国主命
  - 祭日:2月2の午の日

## 文化財
- 狛犬型庚申塔　新宿区指定有形民俗文化財

## 氏子地域
- 新宿区北新宿一～四丁目
- 新宿区西新宿七丁目7

## アクセス
- JR中央線「大久保駅」 徒歩8分
- JR中央線「東中野駅」 徒歩9分
- 都営地下鉄大江戸線「東中野駅」 徒歩11分
- 東京メトロ東西線「落合駅」 徒歩15分
- 都営バス飯62「新宿消防署前」バス停 徒歩5分
- 都営バス橋63「新宿消防署前」バス停 徒歩5分

## 外部サイト
- 鎧神社公式サイト
- 鎧神社 - 東京都神社庁